# Commission interministérielle pour l'étude des exportations de matériels de guerre
La commission interministérielle pour l'étude des exportations de matériels de guerre (CIEEMG) est, en France, une commission interministérielle qui examine les demandes d'agrément préalable en vue d'une exportation de matériels de guerre ou matériels assimilés. Elle émet un avis sur ces demandes afin d'assister le Secrétaire général de la défense et de la sécurité nationale qui, par délégation du Premier ministre, délivre les agréments préalables.

## Description
Elle a été créée en 1949 et est actuellement organisée par un décret de 1955. 
L'arrêté du 2 octobre 1992 modifié précise les procédures de contrôle associées.
L'arrêté du 27 juin 2012 fixe la liste des matériels soumis à autorisation préalable d'exportation ou de transfert. 
Elle est présidée par le Secrétariat général de la Défense et de la Sécurité nationale (SGDSN). Y siègent des représentants :
- du ministère des Affaires étrangères ;
- du ministère de la Défense ;
- du ministère de l'Économie et des Finances (dits ministères à voix délibérative).

Y siègent également, avec voix consultative, des représentants :
- du ministère de l'Enseignement supérieur et de la Recherche ;
- du ministère de l'Intérieur ;
- des services de renseignement ;
- du cabinet du Premier ministre ;
- de l'État-major particulier du président de la République.

Elle se réunit en session plénière au moins une fois chaque mois, à l'exception du mois d'août. Elle peut également se réunir de manière ad hoc si l'urgence du traitement d'un dossier particulier est avérée. Lors de ces réunions, les trois ministères à voix délibérative émettent un avis, favorable (éventuellement assorti de réserves) ou défavorable, sur les demandes d'agrément préalable proposées à l'ordre du jour de la commission. Les ministères peuvent demander l'ajournement d'une demande pour en compléter l'instruction. Le Secrétaire général de la défense et de la sécurité nationale, après avoir pris connaissance de ces avis, décide de délivrer ou non l'agrément préalable par délégation du Premier ministre.
Depuis 2014, l’examen interministériel des demandes de licence d'exportation est surtout effectué par voie dématérialisée, à l'exception des demandes les plus sensibles.
L'examen des demandes se fait en considérant des « directives de haut niveau », sans valeur juridique ou contraignante, qui sont des guides fournis par le gouvernement. Les règles d'attribution et les décisions de la CIEEMG sont protégées par le secret-défense.

## Licences
En 2017, la CIEEMG accorde 4 307 licences d'exportation, notamment vers l'Arabie saoudite, l'Égypte, la Chine ou la Russie, et en rejette 50.
Des licences sont accordées, notamment en 2018, pour exporter des armes de guerre françaises vers des États n'ayant pas ratifié le Traité sur le commerce des armes entré en vigueur en 2014. 

## Régulation
La secrétaire de la CIEEMG, Claire Landais, est auditionnée en mai 2018 par la Commission des Affaires étrangères de l'Assemblée nationale sur le dispositif français d’autorisation d’exportation du matériel de guerre.  La Commission estime alors que « Le Parlement n’a pas accès aux informations sur les arbitrages effectués dans ce cadre, [...], « domaine réservé » de l’exécutif, qui est un peu dans l’ADN de la Ve République, et qui justifierait que le Parlement ne soit pas associé à ce genre de décisions. Nous souhaitons réfléchir à une évolution visant à permettre un contrôle effectif du Parlement sur les décisions d’exportation d’armement [...] ».

## Critiques
Amnesty international critique l'opacité des décisions de la CIEEMG.
Le 25 septembre 2019, il dépose une résolution tendant à la création d’une commission d’enquête sur le respect des engagements internationaux de la France au regard des autorisations d’exportations d’armes, munitions, formations, services, aides à l’observation et assistances examinées par la Commission interministérielle pour l’étude des exportations de matériels de guerre.